# Maitland McConnell
Maitland McConnell es una actriz y modelo estadounidense conocida por sus papeles en La Maldición de Chucky, Ninja Cheerleaders y Killer Movie.

## Carrera
Comenzó a tomar clases de modelaje y actuación para pulir sus habilidades. Desde 2006 ha estado trabajando en varias películas y series. Hizo su primera aparición como Stacy Vollmer en la serie para televisión C.S.I. Después de eso, en 2008, trabajó en tres series de películas como Jackie Newmar en Arnolds Park, Erin Gorman en Killer Movie, y Monica en Ninja Cheerleaders. 
Su otra serie de televisión incluye Rules of Engagement, Darkening Sky, y Privileged. En el 2013, apareció como Jill en la película de terror La maldición de Chucky, Teniendo en cuenta su dedicación y arduo trabajo, podría conseguir más proyectos en un futuro próximo.

## Filmografía

### Cine
- 2007: Arnolds Park -  Jackie Newmar
- 2008: Killer Movie - Erin Gorman
- 2008: Ninja Cheerleaders - Monica
- 2010: Detention - Lisa
- 2010: Darkening Sky - Lisa
- 2010: Privileged - Morgan
- 2013: La Maldición de Chucky - Jill
- 2014: Chicks Dig Gay Guys - Rachel McBride

### Televisión
- 2006: CSI: Crime Scene Investigation - Stacy Vollmer
- 2006: Ghost Whisperer - Eva
- 2006: CSI: Nueva York -  Autumn Archerson
- 2009: Safe Harbor - Charlotte
- 2010: Rules of Engagement - Sarah
- 2010-2011: General Hospital - Ali
- 2011: 90210 - Margo
- 2012: New Girl - Megan
- 2013: Killer Reality - Karla

- Datos: Q5481689